# Agrotis austalea
Agrotis austalea är en fjärilsart som beskrevs av Edward Meyrick 1899. Agrotis austalea ingår i släktet Agrotis och familjen nattflyn. Inga underarter finns listade i Catalogue of Life.